# Betacarbolina
β-Carbolina (9H-pirido[3,4-b]indol) é uma amina orgânica que é o protótipo de uma classe de compostos conhecidos como β-carbolinas.